# Ruhi Sarıalp
Ruhi Sarıalp (Magnesia, 15 dicembre 1924 – Smirne, 3 marzo 2001) è stato un triplista turco.

## Palmarès

### Olimpiadi
- Bronzo a Londra 1948 nel salto triplo.

### Europei
- Bronzo a Bruxelles 1950 nel salto triplo.